# 拉恩區
拉恩區 （Larne Borough Council；愛爾蘭語：Comhairle Baile Latharna）是北愛爾蘭的一個區，位於北愛東北部，東北臨北海峽。面積336平方公里，2006年人口 31,300人。區行政中心為拉恩。